# Apophylia borowieci
Apophylia borowieci es un coleóptero de la familia Chrysomelidae.
Fue descrita científicamente por primera vez en 2004 por Bezdek.